# ترانس-أمريكا بيراميد

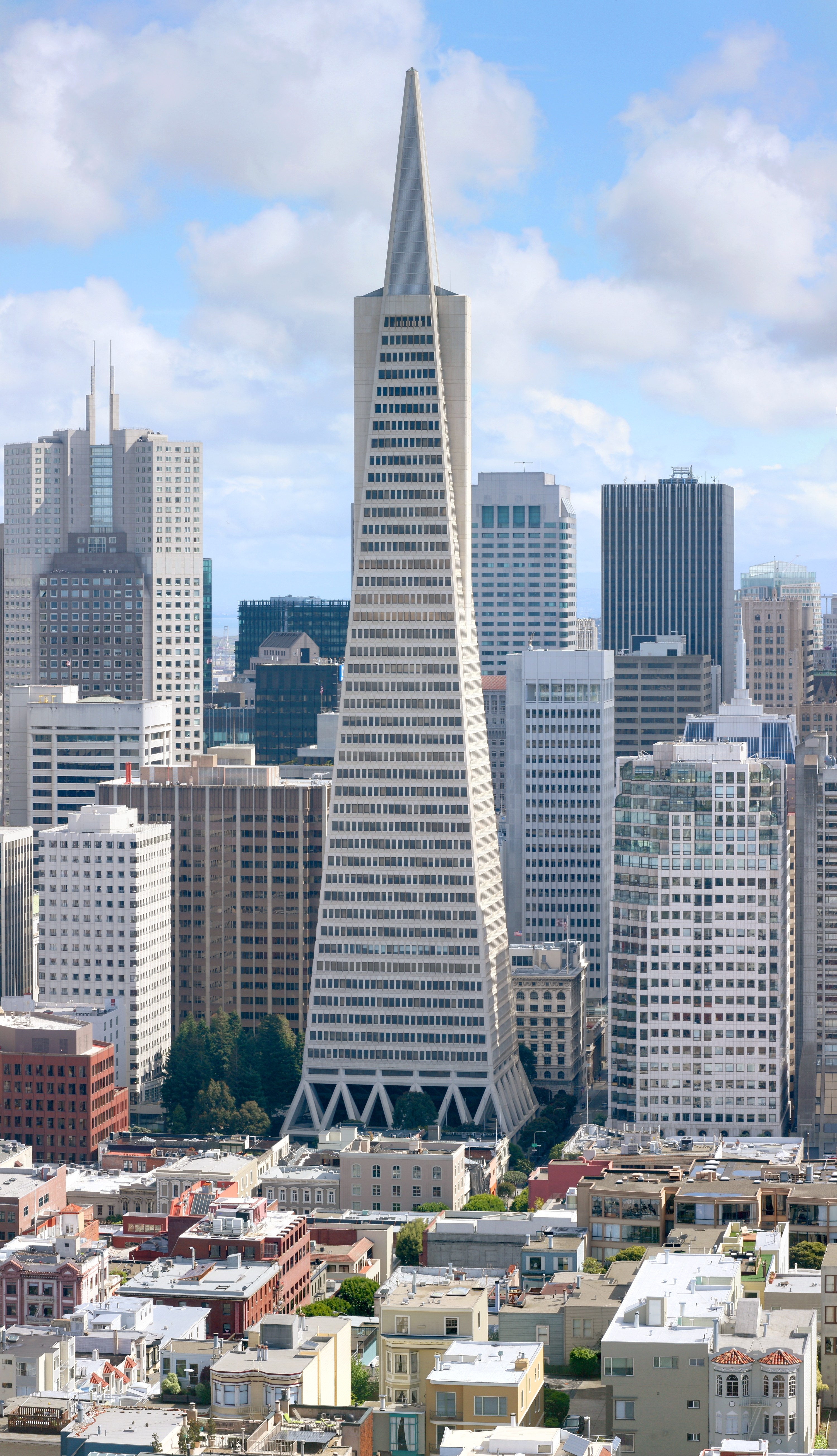
مبنى ترانس-أمريكا بيراميد

ترانس-أمريكا بيراميد (بالإنجليزية: Transamerica Pyramid)‏ هي أطول ناطحة سحاب في مدينة سان فرانسيسكو وأحد أشهر معالم المدينة العمرانية. على الرغم من أن المبنى لم يعد المقر الرئيسي لشركة ترانس-أمريكا، لا يزال المبنى محتفظا باسم وشعار الشركة. تم تصميم المبنى من قبل ويليام بيريرا بارتفاع 260 متر، وانتهي من بناؤه في عام 1972 وكان أحد خمسة أعلى مباني في العالم في ذلك الوقت.

## وصلات خارجية
- The Pyramid Center official website
- About the Pyramid - Transamerica Corporation
- Transamerica Pyramid at PropertyShark